# Stor gedehams
Stor gedehams (Vespa crabro) er en art i familien gedehamse og tilhører en slægt med store hvepse. I Danmark er den ret almindelig og er blevet endnu mere almindelig i de senere år. Den er ikke specielt aggressiv, men hvis den først stikker, er stikkene mere smertefulde end stik fra mindre hvepse.
Den store gedehams er Europas største gedehams, men som andre gedehamse varierer størrelsen meget, og dronninger hos de mindre arter kan blive større end små arbejdere af stor gedehams. Dronningen er 25-35 millimeter lang. Arten har typiske advarselsfarver i gulorange til rødt, med sorte striber. Baghovedet, noget af brystet og første led på bagkroppen er rødlige. Hovedet er bredere end hos de andre danske gedehamse, øjnene store og kindbakkerne kraftige. Vingerne er brunrøde.
Den store gedehams hører til i slægten Vespa, der har flere arter af større gedehamse. Disse findes hovedsagelig i varme områder i Sydøstasien. Slægten er også repræsenteret i Mellemøsten og Nordafrika. Den store gedehams er indført til Nordamerika, og en nærtstående art til Mellemamerika og Madagaskar. Slægten mangler i Australien.

## Udbredelse
Den store gedehams findes naturligt i et bredt bælte gennem Europa og Asien til Østsibirien og Japan. Nordgrænsen går gennem Yorkshire i England (med nogle få fund længere nordpå, men ikke i Irland), det sydøstligste Norge, Syd- og Sydøstsverige, sydlige Finland og Rusland. Ved Jyväskylä i Finland og et sted i Sibirien er den fundet ved 63ºN. Nordgrænsen ser især ud til at bestemmes af sommertemperaturen. I 1911, det sidste år stor gedehams blev set i Norge før 2007, var perioden maj–september usædvanlig varm og tør i Oslo. I Finland forsvandt stor gedehams i 1940'ene efter flere kølige somre, men kom tilbage efter 1990. Ellers findes den i hele Europa undtagen på Cypern og længst syd i Spanien og Portugal. Midt i 1800-tallet blev den indført til USA og har spredt sig vestover til Mississippi-floden og nordover til det sydlige Canada. I Nordamerika har den etableret sig som et skovinsekt.

### Forekomst i Danmark
Stor gedehams forekommer over hele Danmark, bortset fra det vestlige og nordlige Jylland. Den er jævnt udbredt i Østjylland, på Fyn, Sjælland og Lolland-Falster. Ifølge hjemmesiden fugleognatur.dk er den registreret på næsten alle større danske øer, bortset fra Bornholm. Den har tidligere været meget sjælden i Danmark og har kun været at finde i den sydøstlige del af landet, men er i de seneste år set i større og større antal. Den blev kendt, da den angreb adskillige skovgæster i Marselisborg-skovene ved Århus i september 2002.

## Udseende
Den store gedehams varierer i størrelse, og dronningen er mellem 25-35 millimeter lang. Arbejdere er 18-24 millimeter lange og opgives at veje 0,5–0,6 g. Farverne er typiske for gedehamse, gul og sort. Baghovedet, noget af brystet og første led på bagkroppen er rødlig. Vingerne er brunrøde.
De store facetøjne har en kraftig indskæring i forkanten, så de får en C-form. Baghovedet er stort og godt synlig forfra. Dette adskiller den store gedehams fra de andre danske gedehamse, som har et mindre baghoved (ikke eller kun svagt synlig forfra). Ansigtet er omtrent helt gult.
Lyden er anderledes end hos de mindre danske gedehamse. Dens summen er kraftigere og dybere, mere som en brummen.

## Tilholdssted
Den store gedehams trives bedst i gammel løvskov og bygger helst bo i hule træer. Også udhuse og hulrum i vægge kan benyttes. Undtagelsesvis bruges underjordiske hulrum. Den kan bygge bo i fuglekasser – og i hvert fald i Tyskland, hvor den store gedehams er fredet, sætter enkelte mennesker kasser op til dem. Bliver det for trangt med pladsen i løbet af sommeren, kan den forlade boet og bygge et nyt.

## Levevis
Den store gedehams' levevis er typisk for gedehamse. Den er et rovdyr og lever af andre mindre dyr, ofte larver til insekter som lever i vegetationen. Størrelsen og de kraftige kindbakker gør, at den også angriber bier og mindre gedehamse. Hvis byttet har ben eller vinger, fjernes disse med kindbakkerne. Den store gedehams' larver bliver madet med en blanding af byttedyr, nektar og spyt.
Den store gedehams hører til blandt de sociale insekter og danner samfund. De bygger et rundt bo, som kan blive på størrelse med et menneskehoved. Boet bygges sædvanligvis i træer, men også i fuglekasser og nogle gange i huse. Boet er størst udpå sensommeren. Indtil da er larverne blevet udviklet til sterile arbejdere, men nu dannes hanner og kønsmodne hunner. Disse parrer sig. Hvert efterår (vinter) uddør samfundet, og kun de befrugtede hunner, kaldet dronninger, overlever vinteren. Om foråret danner hver dronning et nyt samfund.
Arbejderne er sterile hunner som har æglægningsrøret omdannet til en stikkebrod. Brodden har nogle små modhagere, men disse er for små til at brodden sidder fast. Derfor kan samme hveps stikke flere gange. Brodden står i forbindelse med giftkirtler. Normalt er giften ufarlig for mennesker, men enkelte kan få allergiske reaktioner.
Sæsonen kan siges at vare fra dronningen vågner af vinterdvalen om foråret til den sidste arbejder dør om efteråret – i Sydtyskland ca. 25. april og 5. november. Den første nye dronning blev klækket 31. august, og den gamle døde 5. oktober. Disse datoer varierer noget fra år til år og fra sted til sted, og ved nordgrænsen af udbredelsesområdet, f.eks. i Norge, er sæsonen kortere. Men artens dronninger er altså blandt de få insekter som kan leve mindst et år som imago.
Den store gedehams er også nataktiv og tiltrækkes ofte af lys.

### Et aktivt insekt
Som andre gedehamse er den store gedehams et energisk insekt, som er på vingerne en god del af tiden. De kan holde en marchhastighed på 20–24 km/t, men topfarten er højere f.eks. når de jager et bytte. En tysk forsker fandt, at den store gedehams i et bo ved Ammersee i gennemsnit fløj ud fra boet 38 gange daglig, og at de var ude af boet 9½ af 16 timer (kl. 5-21). En flyvende arbejder udvikler gennemsnitlig 72 mW ved 20 °C. Optimal temperatur er antagelig 30-31 °C, som modsvarer temperaturen i boet – og den store gedehams tåler næppe mere end ca. 46 °C. På varme dage kan de bære en vanddråbe med sig, for at udnytte nedkølingen ved fordampningen.
Den store gedehams kommer sjældent tomhændet tilbage til boet. En tysk undersøgelse i juni-juli viste, at de returnerede med følgende: Kulhydratrige væsker (plantesaft, nektar, frugtsaft osv.) 57 %, byggemateriale 17 %, vand 7 %, uden synlig last 5 %, og byttedyr 13 %. Det sidste tyder på, at en arbejder af den store gedehams gennemsnitlig tager mindst 4-5 byttedyr hver dag, og at flere tusind byttedyr daglig bliver fragtet hjem til larverne i et bo med 700 arbejdere. Men disse andele varierer med årstid og vejr – f.eks. behøves meget vand for at holde temperaturen i boet nede på de varmeste dage.

### Prædatorer
Den store gedehams' størrelse, bevægelighed og forsvarsvåben gør, at den kun er lidt udsat for prædatorer. Som andre gedehamse får den som regel lov til at være i fred for de fleste insektædende fugle. Brodden er længere end hos mindre gedehamse, sådan at den kan trænge gennem tykkere hud. Giftmængden er også større. Selv hvepsevågen, som har specialiseret sig i at plyndre hvepsebo, ser ud til at foretrække mindre gedehamse eller bier frem for den store gedehams og dens store slægtninge. Ved at studere maveindhold fandt man i hvert fald bare nogle få store gedehamse. Den store gedehams er så tilpas tung og kraftig, at den sjældent bliver siddende fast i edderkoppespind. Den store gedehams' forsvarsvåben er til mindre hjælp overfor en fugl som biæderen, som klemmer brodden og giften ud før byttet bliver sat til livs. Pindsvin kan plyndre hvepsebo og er immune overfor giften, men kommer sjældent, hvor den store gedehams har sit bo.
Nord i udbredelsesområdet er den store gedehams sjældent udsat for fjender på seks eller otte ben. En del insekter tager hvepse og bier, men også her er mindre arter mere udsatte end den store gedehams. Hvor de findes, kan den store gedehams blive taget af større slægtninge, knælere, og edderkopper med tilstrækkeligt stærke spind til at holde på de kraftige store gedehamse. Boerne bliver af og til plyndret af større slægtninge og af enkelte myrer.
Den store gedehams' forsvarsvåben kan ikke forhindre, at dødeligheden er høj, og at de aller fleste hunner dør, før de når at få frugtbart afkom. En tysk undersøgelse viste, at et modent bo af den store gedehams gennemsnitlig producerede 330 hunner og 357 hanner.

### Boet
Den store gedehams er ikke alene i boet, selv om faunaen af gæster er mere sparsom end hos mange myrer. Nogle af gæsterne lever af svampe og rådnende plantedele. Andre dræber eller parasiterer larverne. I Østasien bliver boerne en sjælden gang invaderet af dronninger til den nærtstående V. dybowskii, som forsøger at dræbe dronningen og overtage boet.

## Stikket og giften
Generelt er den store gedehams ikke specielt aggressiv, snarere det modsatte. Nogle steder har denne tabloidernes «monsterhveps» alligevel et dårligt rygte. En dansk hjemmeside skriver, at bekæmpelse af den store gedehams bør overlades til professionelle skadedyrsbekæmpere som er vant til den slags arbejde. Og kommer man for nær på boet – nærmere end 2–3 m – kan den angribe. Giftmængden gør også hvert stik mere smertefuldt end stik fra mindre hvepse, og følgerne – særlig hvis man får flere stik – er ofte mere alvorlige.
Alligevel er stik af stor gedehams som regel sjældent farlige, og de er næppe farligere end f.eks. bistik. Den store gedehams indeholder rigtignok mere gift, ca. 0,5 mg hos en arbejder (dvs. ca. 0,1 % af kropsvægten) mod 0,15-0,3 mg hos en bi. Men mens bien tømmer al giften ud ved et stik, så bruger den store gedehams gerne 10-50 %. Forsøg med mus tyder desuden på, at giftvirkningen af bigift er 4–15 gange så stærk. Ved et forsøg fik en ung hanrotte 60 stik af den store gedehams, uden varige skader. For gedehamsen kan udviklingen af en sådan giftvirkning være en evolutionær fordel: Ved at angriberne påføres smerter uden at dø, kan de lære at gedehamse er noget man bør lade være i fred. Forsøg med mus og rotter kan rigtignok kun med forbehold overføres til mennesker. Giften kan virke anderledes på os – bl.a. med mulige allergireaktioner, som er den almindeligste årsag til alvorlige følger af bi- og hvepsestik. I tillæg kan et stik være farligere, hvis man først tror det er farligt (nocebo-effekten).

## Status
Den store gedehams' status som truet eller livskraftig er ikke vurderet af IUCN. Mange steder i Tyskland, og i Mellemeuropa i øvrigt, er den blevet sjælden på grund af tab af dens habitater (mangel på hule træer) og på grund af at mennesker ødelægger dens boer. Siden 1987 har stor gedehams været fredet i Tyskland. I Sverige stod den på rødlisten en periode frem til 2000. For øvrigt varierer bestandsstørrelsen meget fra år til år, og særlig længst mod nord i udbredelsesområdet har den behov for tørre og varme somre for at trives.

## SlægtenVespa
Den store gedehams tilhører en slægt med mindst 25 store arter gedehamse – deriblandt den største af alle, den japanske Vespa mandarinia, hvor dronningerne kan blive 5,5 cm. Slægten har kerneområdet i Sydøstasien og forekommer i øvrigt i hele Eurasien og Nordafrika – også på øerne i Japan, Indonesien, Filippinerne samt Ny Guinea. Den mangler i Australien – og i Amerika indtil den store gedehams blev indslæbt hertil fra Europa. Vespa orientalis er indslæbt til Madagaskar. I de varmere dele af udbredelsesområdet forekommer flere arter højt til fjelds.
I tillæg til den store gedehams er to Vespa-arter fundet i Europa: Den asiatiske V. velutina (må ikke forveksles med den japanske kæmpehveps nævnt ovenfor), blev ved et uheld indført til det sydvestlige Frankrig. Den blev første gang fundet i 2004 og har hurtig spredt sig, også til Spanien. Nogle frygter at fremmarchen af denne gedehams vil skade bibestanden. V. orientalis findes på Cypern, på Balkan og på Sicilien og længst mod syd i Italien.
Vespa-arterne har med få undtagelser en levevis omtrent som den store gedehams, men arterne er naturligvis tilpasset klimaet på stedet. Hvepsesamfunnet består af én dronning og et antal arbejdere, som bliver stadig større i løbet af sæsonen, men sjældent overstiger 700, før dronningen i stedet begynder at producere forplantningsdygtige hanner og hunner. Hunner af V. dybowskii kan trænge ind i boer hos nærtstående arter, dræbe den oprindelige dronning og overtage dennes rolle. Hvis der allerede findes arbejdere i boet, vil disse tjene den nye dronning og passe hendes afkom. Dette nye afkom udvikler sig til arbejdere eller kønsindivider, afhængig af tidspunkt i sæsonen. I en periode forekommer altså fredelig sameksistens mellem arbejdere af begge arter – indtil de oprindelige arbejdere dør. Fra nu af fremstår boet som et rent V. dybowskii-samfund. Arten adskiller sig fra de typiske snyltende gedehamse ved, at den har egne arbejdere, og ved at dronningen kan grundlægge et samfund på normal vis.
Som den store gedehams er andre Vespa-arter rovdyr og tager især insekter – nogle gange også rovinsekter betydelig større end hvepsen selv, foruden så forsvarsdygtige insekter som bier, humlebier og mindre hvepse. Enkelte arter kan plyndre bistader eller mindre hvepses boer. Her har de store gedehamse den fordel, at de er langt større og kraftigere, og at de kan knuse biene og de mindre hvepse mellem de stærke kindbakker (som andre hvepse og bier bruger den store gedehams først og fremmest brodden som forsvarsvåben) – i tillæg til at en bi dør, når den stikker. Ved at udnytte sin talmæssige overlegenhed har honningbierne flere steder lært sig at dræbe indtrængerne, eller helst skræmme dem bort.
Mange steder i Asien findes tradition for at spise insekter; særlig larverne regnes som en delikatesse.

## Etymologi
Ordet gedehams skal stamme fra ældre dansk gedehvams, sammensat af henholdsvis geding (af norrønt geitungr, jf. svensk geting) og hvams (hveps, gedehams). Gede- skyldes at de knæbøjede antenner minder om gedebukkehorn. Engelsk og tysk hornet og Hornisse er tidligere givet en lignende forklaring, men er også (som drone, humlebi m.fl.) forklaret med insektets kraftige brummen.